# Milán-San Remo 1967
La Milán-San Remo 1967 fue la 58.ª edición de la Milán-San Remo. La carrera se disputó el 19 de marzo de 1967, siendo el vencedor final el belga Eddy Merckx, que se impuso en la meta de San Remo delante de sus tres compañeros de fuga, consiguiendo así su segunda victoria en esta clásica.

## Clasificación final
| Posición | Ciclista               | Equipo                   | Tiempo     |
| -------- | ---------------------- | ------------------------ | ---------- |
| 1        | Eddy Merckx            | Peugeot-Michelin-BP      | 6h 40' 40" |
| 2        | Gianni Motta           | Molteni                  | m. t.      |
| 3        | Franco Bitossi         | Filotex                  | m. t.      |
| 4        | Felice Gimondi         | Salvarani                | m. t.      |
| 5        | Georges Van Coningsloo | Pelforth-Sauvage-Lejeune | + 4"       |
| 6        | Dino Zandegu           | Salvarani                | m. t.      |
| 7        | Walter Godefroot       | Flandria-De Clerck       | m. t.      |
| 8        | Willy Planckaert       | Romeo-Smiths             | m. t.      |
| 9        | Gerben Karstens        | Televizier-Batavus       | m. t.      |
| 10       | Noël Van Clooster      | Flandria-De Clerck       | m. t.      |